# 莫一非
莫一非（1985年—）是一位美国材料科学家。

## 生平
1985年出生，2005年获得北京大学物理系学士学位。2008年获得威斯康星大学麦迪逊分校硕士学位，2010年获得同校博士学位。2010年至2013年在麻省理工学院继续博士后工作。2013年加入馬里蘭大學學院市分校材料科学与工程系，2019年升任为终身副教授教职。

## 荣誉
- 2017年获得研究公司基金会颁发的先进能源储藏学者奖。[4]
- 2019年获得3M公司颁发的非终身教师奖。[5]
- 2019年获得马里兰科学院颁发的杰出青年科学家奖。[6]
- 2022年获得马里兰大学颁发的青年教师杰出研究奖。[7]
- 2021和2022科睿唯安高被引学者。[8]